# Världsmästerskapen i skidflygning 2012

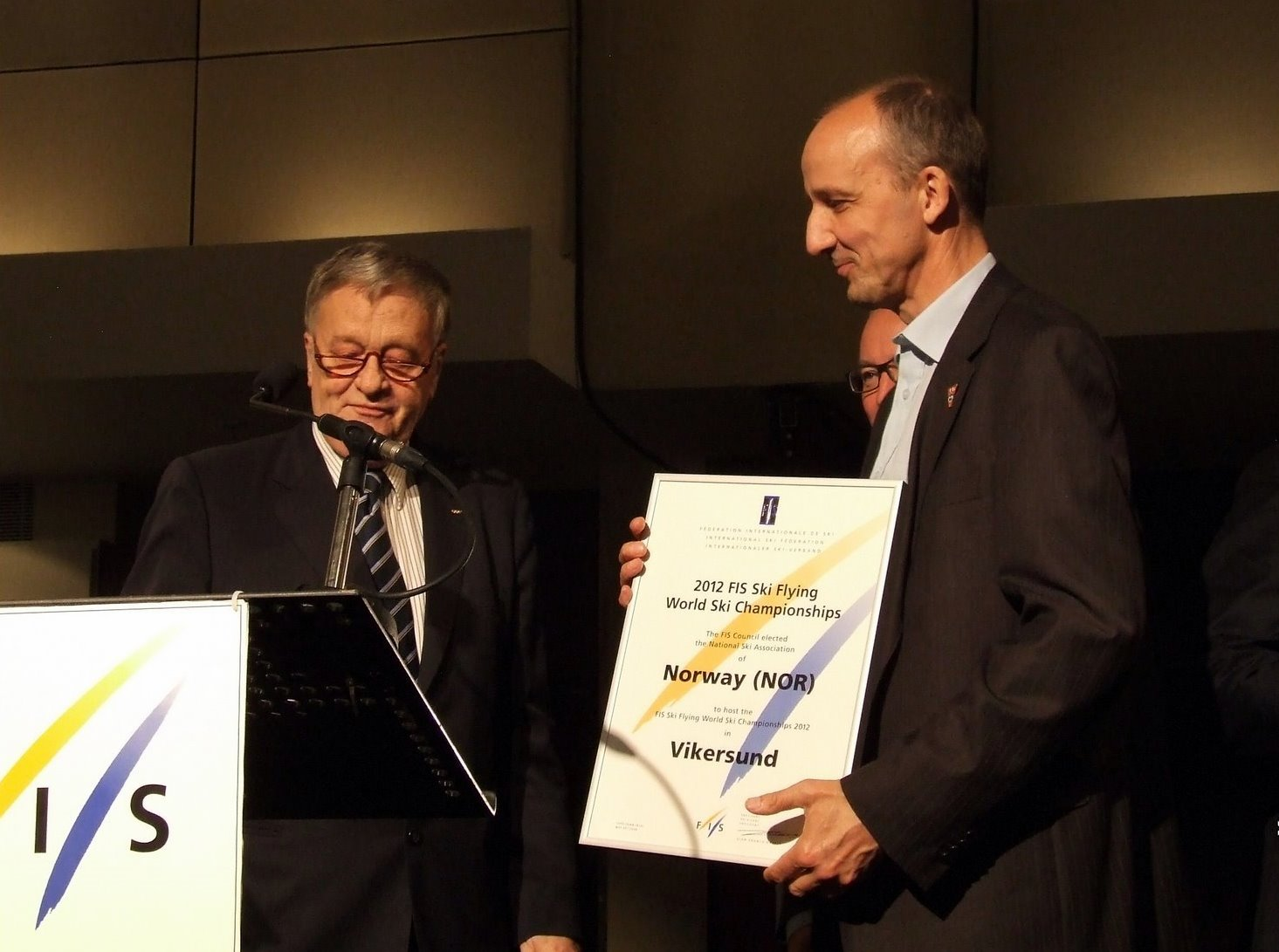
Kapstaden Sydafrika 2008. FIS utser på sin kongress Vikersund, Norge som värdort för världsmästerskapen i skidflygning 2012.

Världsmästerskapen i skidflygning 2012 genomfördes i Vikersund, Norge under perioden 23- 26 februari 2012. Vikersund anordnade även tävlingarna åren 1977, 1990 och 2000.

## Förberedelser
2010 byggdes backen om. Processen hade påbörjats efter världscupen i backhoppning 2008/2009, och backen byggdes ut till HS225, vilket gjorde den till världens största hoppbacke. Renoveringskostnaderna beräknades bli 80 miljoner NOK (€10 M). I kostnaderna ingick även ett nytt domartorn, en skidlyft, ett läktarområde och nya vindskydd.
Bygget började efter att den gamla backen revs 2009. Backen justerades och byggdes 6 meter (20 fot) ner i marken för att undvika stormproblem. Uthoppet höjdes 6 m (20 fot) för vara på samma nivå som tidigare.
Den första skidflygningstävlingen i backen genomfördes 1966 och backen byggdes om flera gånger, senast för världsmästerskapen i skidflygning 2000, då backen fick ett K-punkt på 185 meter. Den nya backen planerades stå klar lagom till världscupdeltävlingarna i februari 2011.

## Individuellt
- 24- 25 februari 2012[2]

| Medalj | Hoppare                    | Poäng |
| Guld   | Robert Kranjec (Slovenien) | 408,7 |
| Silver | Rune Velta (Norge)         | 405,7 |
| Brons  | Martin Koch (Österrike)    | 386,2 |

## Lagtävling
- 26- 25 februari 2012[3]

| Medalj | Lagtävling                                                                    | Poäng  |
| Guld   | Österrike Martin Koch Gregor Schlierenzauer Andreas Kofler Thomas Morgenstern | 1648,4 |
| Silver | Tyskland Severin Freund Maximilian Mechler Richard Freitag Andreas Wank       | 1625,2 |
| Brons  | Slovenien Robert Kranjec Jure Šinkovec Jurij Tepeš Jernej Damjan              | 1582,4 |

## Medaljfördelning
| Rank  | Nation    | Guld | Silver | Brons | Totalt |
| ----- | --------- | ---- | ------ | ----- | ------ |
| 1     | Österrike | 1    | 0      | 1     | 2      |
| 1     | Slovenien | 1    | 0      | 1     | 2      |
| 3     | Tyskland  | 0    | 1      | 0     | 1      |
| 3     | Norge     | 0    | 1      | 0     | 1      |
| Total | Total     | 2    | 2      | 2     | 6      |

### Fotnoter
1. ↑  "World's largest hill being built for Vikersund 2012". - Tore Fossen 30 april 2010 (FIS-artikel läst 19 mars 2011.
2. ↑  FIS Ski-flying World Championships 2012 Individividual final round. – läst 25 februari 2012.
3. ↑  FIS Ski-flying World Championships 2012 Lagtävling final round. - läst 26 februari 2012.

- Officiell webbplats (engelska) (tyska) (bokmål)